# El Federal: periódico republicano coalicionista
El Federal: periódico republicano coalicionista va ser una publicació periòdica bisetmanal que sortí a Reus el 1889 i 1890.

## Història
El dia 11 d'agost de 1889 va sortir el primer número de la publicació. Segons el periodista i historiador reusenc Francesc Gras i Elies volia defensar la ideologia del Partit Republicà Federal i al mateix temps harmonitzar les dues tendències federals que hi havia a Reus, la seguidora de Pi i Margall i la que defensava les idees d'Estanislau Figueres, promogudes al territori per Francesc Rispa. La seva publicació hauria estat el darrer pas en el procés de reorganització del partit federal a Reus. Segons la mateixa publicació, van crear un comitè per confeccionar un cens de militants i buscaven la convergència de les diferents famílies republicanes, en línia amb l'esforç coalicionista que es vivia a la resta de l'estat on s'intentava agrupar l'esquerra federal i progressista. Aquesta publicació es declarava contrària a la participació electoral i propugnava plantejaments revolucionaris allà on no es respecti la "sobirania de la nació". En aquell moment no hi havia encara el sufragi universal, cosa que anul·lava qualsevol possibilitat real d'accés dels federals a llocs de representació, donada la procedència clarament popular dels seus afiliats. La vocació coalicionista del periòdic va portar els republicans federals a col·laborar amb els republicans unitaris, sempre que aquests no anessin conjuntament amb els liberals dinàstics. El Federal, en la declaració d'intencions feta al primer número, argumenta que allà on es reconeix la sobirania de la nació s'ha de buscar el camí evolutiu, però allà on no es respecta (i d'això acusaven a l'Espanya de la Restauració): "creemos que los pueblos tienen no solo el derecho sino el deber de sublevarse y rebelarse contra el tiránico gobierno que les haya usurpado sus inalienables derechos" i preconitzen una revolució política de tot el poble. El 1890 es van escindir els dos grups federals, els progressistes i els orgànics. Els seguidors de Pi i Margall van publicar més endavant La Autonomía i els orgànics El Coalicionista periòdics que van polemitzar entre ells.

## Característiques tècniques
Els directors de la publicació van ser Frederic Climent, mestre i membre de la Societat de Lliurepensadors, i després Francesc Escudé. Hi col·laboraven Josep Mercadé Martí, Ignasi Bo i Singla, Marc Granell i Lluís Rojo, ex-militar membre del sector progressista reusenc. S'imprimia a la impremta d'Eduard Navàs, sortia dues vegades per setmana i tenia la capçalera tipogràfica. Normalment tenia 16 pàgines, amb importants articles teòrics. L'últim número conegut és el 70, d'abril de 1890. Els exemplars coneguts són a la Biblioteca Central Xavier Amorós i a la Biblioteca del Centre de Lectura de Reus.